# Avesta Art

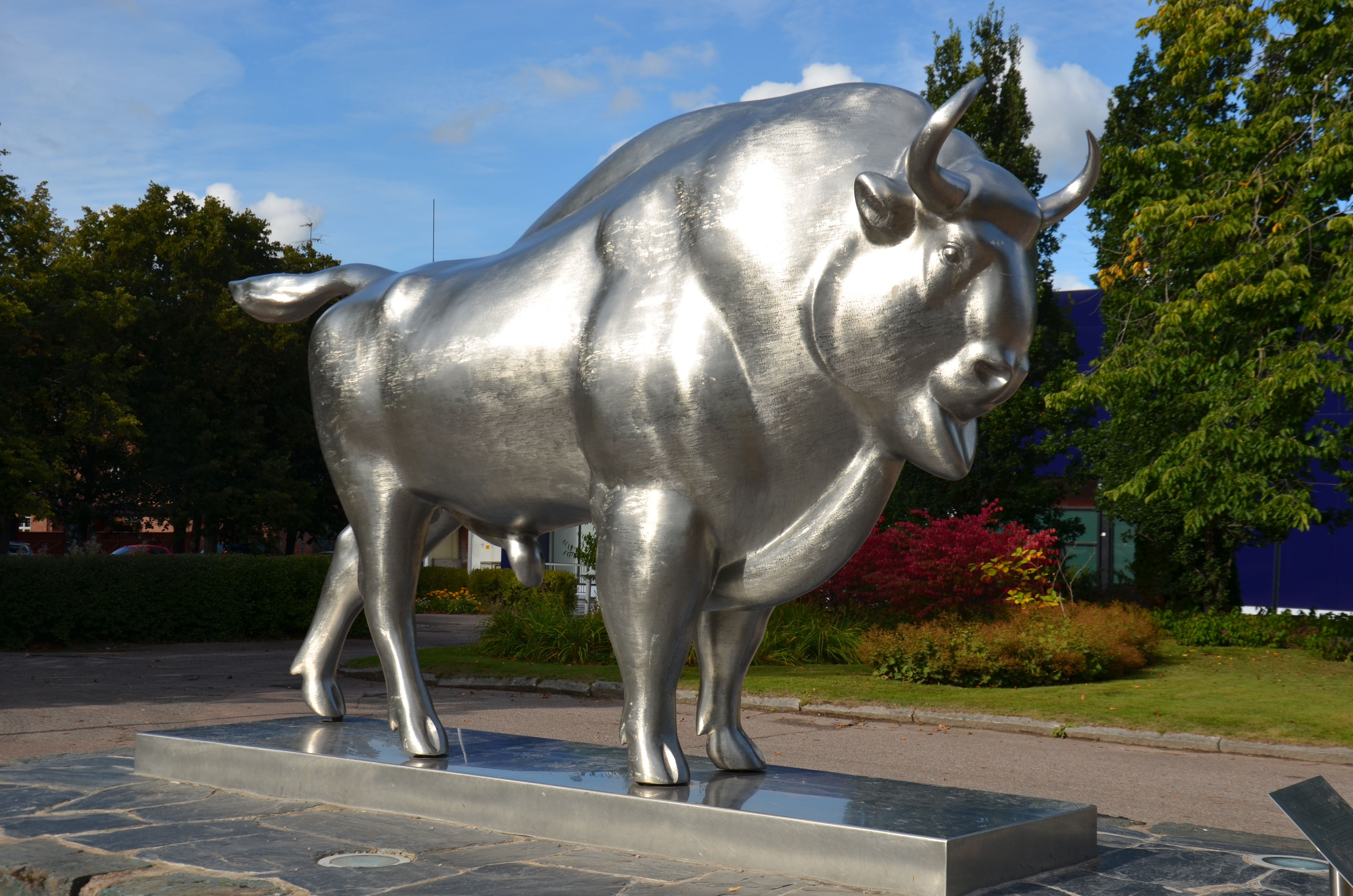
Visenten av Lars Andersson, ursprungligen uppställd vid Avesta Jernverk, numera placerad vid Markustorget

Avesta Art är en regelbundet återkommande utställning av samtidskonst sommartid i Verket i Koppardalen i Avesta, som arrangeras av Avesta kommun. Den är sedan 2010 ett årligt evenemang.
Konstutställningen äger rum i Masugns- och Martinhallarna i den tidigare Avesta Bruks stålhytta, i vilken den första masugnen blåstes på 1874 och hölls igång till 1994. Utställningen år 2013 var den tolfte i ordningen sedan 1995.